# Turun Seudun Energiantuotanto
Turun Seudun Energiantuotanto Oy (en finnois : Production d'énergie de la région de Turku, sigle TSE), jusqu'en avril 2013 Turun Seudun Maakaasu ja Energiantuotanto Oy, est un producteur d'énergie opérant dans la région de Turku en Finlande fondé en décembre 2001.

## Présentation
Selon l'accord signé par les actionnaires le 28 décembre 2011, TSE est responsable de la production d'énergie à Turku, Kaarina, Raisio et Naantali à partir du début de 2012.
La centrale électrique de Naantali de Fortum, la centrale de bio-chauffage d'Orikedo de Turku Energia et la centrale d'incinération des déchets de Turku, ainsi que la station d'épuration des eaux de Kakola (fi) passent sous la direction de TSE. 
Les réseaux de chauffage urbain sont loués à Turku Energia. TSE vend de l'électricité à ses actionnaires, du chauffage urbain à Turku Energia et de la vapeur à Fortum.

## Actionnaires
La société est détenue par:
| Actionnaire      | %      |
| Turku Energia Oy | 39,5%  |
| Fortum Oyj       | 49,5 % |
| Raisio           | 5 %    |
| Kaarina          | 3 %    |
| Naantali         | 3 %    |